# Eleccions legislatives gregues de 1961
Les eleccions legislatives gregues de 1961 se celebraren el 19 de febrer de 1961. Vencé la Unió Nacional Radical de Konstandinos Karamanlís, però Georgios Papandreu i l'oposició acusà Karamanlís de frau electoral amb connivència de la monarquia.
| Eleccions legislatives gregues de 1961 | Eleccions legislatives gregues de 1961 | Eleccions legislatives gregues de 1961 | Vots      | Vots     | Vots | Escons | Escons |
| Eleccions legislatives gregues de 1961 | Eleccions legislatives gregues de 1961 | Eleccions legislatives gregues de 1961 | No.       | %        | +− % | No.    | +−     |
| --- | -------------------------------------- | -------------------------------------- | --------- | -------- | ---- | ------ | ------ |
| | Unió Nacional Radical                  | Konstandinos Karamanlís                |           | 50,80    |      | 152    |        |
| | Unió de Centre Partit Progressista     | Georgios Papandreu Spiros Markezinis   |           | 33,65    |      | 101    |        |
| | Front Agrari Pandemocràtic             | Ioannis Passalidis                     |           | 14,62    |      | 44     |        |
| | Llistes d'Independents/Altres          |                                        |           | 0.89     |      | 3      |        |
| Totals | Totals                                 | Totals                                 |           | 100.00   |      | 300    |        |
| Constituències | Constituències                         | Constituències                         |           | 55       |      | 300    |        |
| Vots vàlids | Vots vàlids                            | Vots vàlids                            | 4.620.683 |          |      |        |        |
| Vots nuls | Vots nuls                              | Vots nuls                              | 20.803    | (0,44%)  |      |        |        |
| Vots totals | Vots totals                            | Vots totals                            | 4.641.486 | (83,15%) |      |        |        |
| Electorat | Electorat                              | Electorat                              | 5.688.298 |          |      |        |        |
| Població | Població                               | Població                               | 7.643.888 |          |      |        |        |
| Source: - Antonis M. Pantelis - Stefanos I. Koutsoumpinas - Triantafyllos A. Gerozhshs, Texts of Constitutional History, vol. 2, p. 845 - Arxius de Konstandinos Karamanlís |                                        |                                        |           |          |      |        |        |